# Zweedse lappenhond
De Zweedse lappenhond is een hondenras dat afkomstig is uit Zweden. Het ras is verwant aan de Lapinporokoira en aan de Finse lappenhond en is bestand tegen hevige kou. Het ras wordt gebruikt als jachthond, waakhond en rendierenhoeder. Daarnaast wordt het dier gebruikt als gezelschapshond, waarbij hij ook geschikt is om de kinderen warm te houden. Een volwassen dier is ongeveer 45 centimeter hoog en bereikt een gewicht van 15 tot 20 kilogram.
Akita ·
Amerikaanse akita ·
Alaska-malamute ·
Basenji ·
Canaänhond ·
Canadese eskimohond ·
Chowchow ·
Cirneco dell'Etna ·
Eurasiër ·
Europese sledehond ·
Faraohond ·
Finse lappenhond ·
Finse spits ·
Groenlandse hond ·
Hokkaido ·
IJslandse hond ·
Jämthund ·
Japanse spits ·
Kai ·
Karelische berenhond ·
Keeshond ·
Kintamanihond ·
Kishu ·
Koreaanse jindohond ·
Lapinporokoira ·
Mexicaanse naakthond ·
Noorse buhund ·
Noorse elandhond ·
Noorse lundehond ·
Norrbottenspets ·
Oost-Siberische laika ·
Peruaanse naakthond ·
Podenco canario ·
Podenco ibicenco ·
Podengo Português ·
Russisch-Europese laika ·
Samojeed ·
Shiba ·
Shikoku ·
Siberische husky ·
Taiwandog ·
Thai Bangkaew Dog ·
Thai ridgebackdog ·
Västgötaspets ·
Volpino italiano ·
Westsiberische laika ·
Yakut laika ·
Zweedse lappenhond